# Argyractis subornata
Argyractis subornata là một loài bướm đêm trong họ Crambidae.